# Stig Lindgård
Stig Gunnar Lindgård, född 12 mars 1924 i Kristianstad, död 13 mars 2015 i Malmö (Limhamn), var en svensk friidrottare med kort- och medeldistanslöpning som huvudgren. Under sin aktiva tid satte Lindgård 1 världsrekord.

## Meriter
Stig Lindgård tävlade för Idrottsklubben Sandvikens Gymnastikklubb (SGK), han tävlade främst i stafettlöpning, men även i medeldistanslöpning (400 meter och 800 meter).
1946 blev han bronsmedaljör vid EM i Oslo 1946 i stafettlöpning på 4 x 400 meter (tillsammans med Folke Alnevik, Lindgård som andre löpare, Sven-Erik Nolinge och Tore Sten) med tiden 3 min 15,0 sek. Lindgård tävlade även i löpning 400 meter men blev utslagen under kvalen.
Senare samma år ingick Lindgård i det svenska landslagets stafettlag på 4 x 800 meter (med Tore Sten, Olle Lindén, Lindgård som tredje löpare och Lennart Strand) som satte nytt världsrekord den 13 september vid tävlingar i Stockholm.
Segertiden var också officiellt Världsrekord i grenen.